# 朝神村
朝神村（あさがみむら）は山梨県北巨摩郡にあった村。現在の北杜市中部、塩川左岸、中央自動車道須玉インターチェンジの北東一帯にあたる。

## 地理
- 河川：塩川

## 歴史
- 1874年（明治7年）10月 - 巨摩郡浅尾村・浅尾新田・上神取村・下神取村が合併して朝神村となる。
- 1878年（明治11年）7月22日 - 郡区町村編制法の施行により、朝神村が北巨摩郡の所属となる。
- 1889年（明治22年）7月1日 - 町村制の施行により、朝神村が単独で自治体を形成。
- 1955年（昭和30年）3月1日 - 上手村・小笠原村と合併して明野村が発足。同日朝神村廃止。